# Iglesia de St. Gertrud
La iglesia Evangélica Luterana St. Gertrud (en alemán: evangelisch-lutherische St.- Gertrud-Kirche) es una iglesia neogótica de Hamburgo, Alemania, diseñada y construida por el arquitecto alemán Johannes Otzen. El nombre de la iglesia, consagrada en 1886, se debe a la virgen y santa Gertrudis de Nivelles.

## Descripción
La Iglesia se erigió a orillas del Kuhmühlenteich (estanque de Kuhmühlen), en el distrito hamburgués de Uhlenhorst, y fue diseñada como sucesora de la antigua capilla de Gertrude (Gertrudenkapelle), destruida durante el gran incendio de 1842.
La construcción de la iglesia entre 1882 y 1885 al estilo gótico de ladrillo, con su aguja de 88 metros de altura, fue dirigida por Johannes Otzen, natural de Holstein y responsable de la construcción de varias emblemáticas edificaciones religiosas por toda Alemania. Fue diseñada como una iglesia de salón (Hallenkirche) con una nave de 19 metros de altura y aforo para 1150 asistentes, en cuya construcción se emplearon, según se recoge en las actas, 460 tipos de diferentes piedras moldeadas y vidriadas de color rojo, amarillo y verde, lo cual planteaba ciertos desafíos logísticos y de planificación. También llama la atención el uso del cobre para resaltar detalles estructurales como las torres laterales de baja altura, los pretiles de las ventanas y la torreta posicionada en la cumbrera, cuya pátina verde contrasta con la piedra roja. Este color verdoso de tono claro es reconocible como color típico de las edificaciones históricas de la ciudad de Hamburgo.
Otzen fue también quien elaboró los planos del interior de la nave, con diseños específicos del altar, el púlpito, la pila bautismal y los asientos, como también su distribución, generando una sensación de armonía y cohesión. La iglesia de santa Gertrudis es considerada una de las obras más bellas de este arquitecto, y un ejemplo característico de la arquitectura neogótica en sus primeros días.

## Galería de fotos

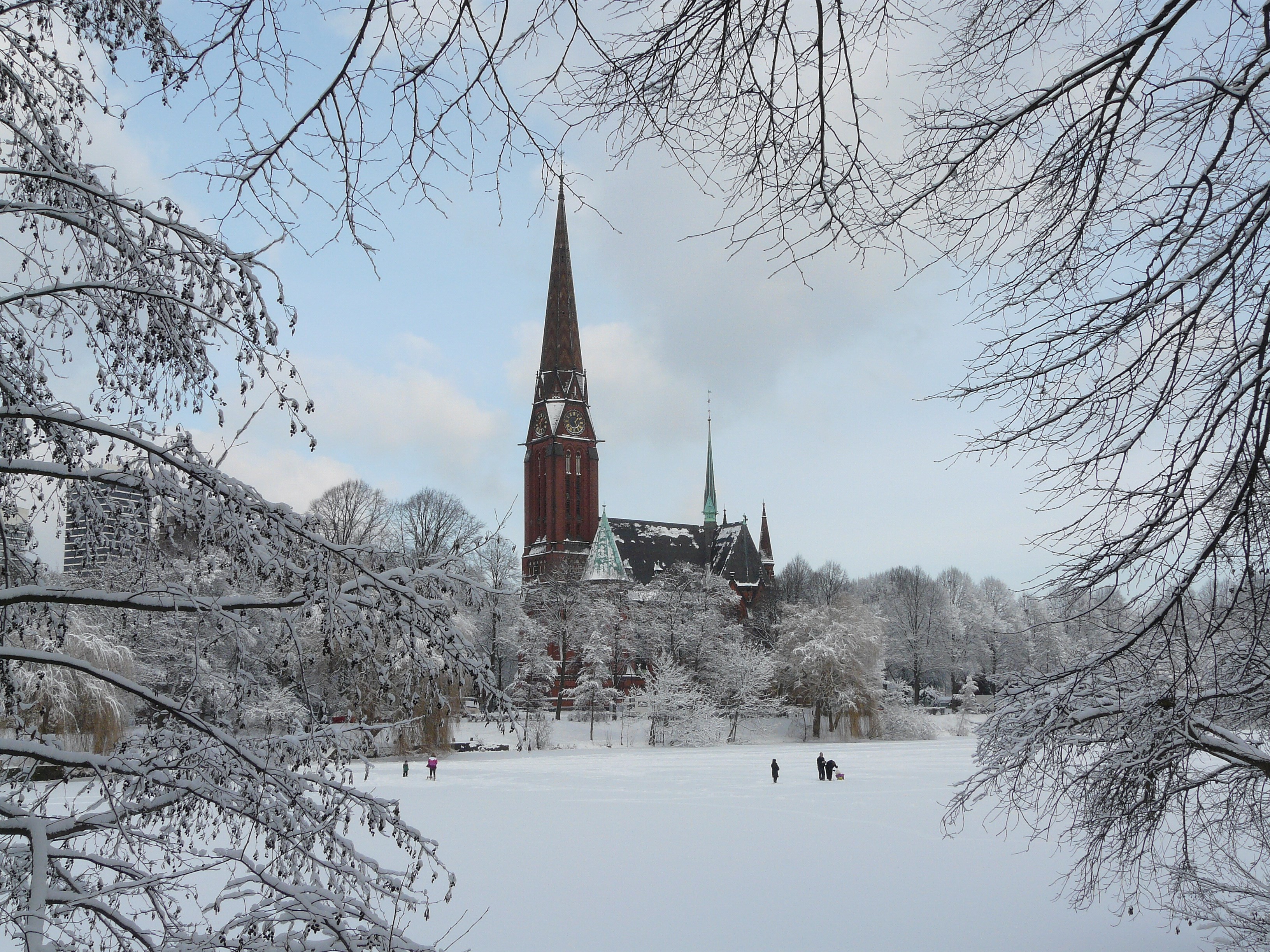
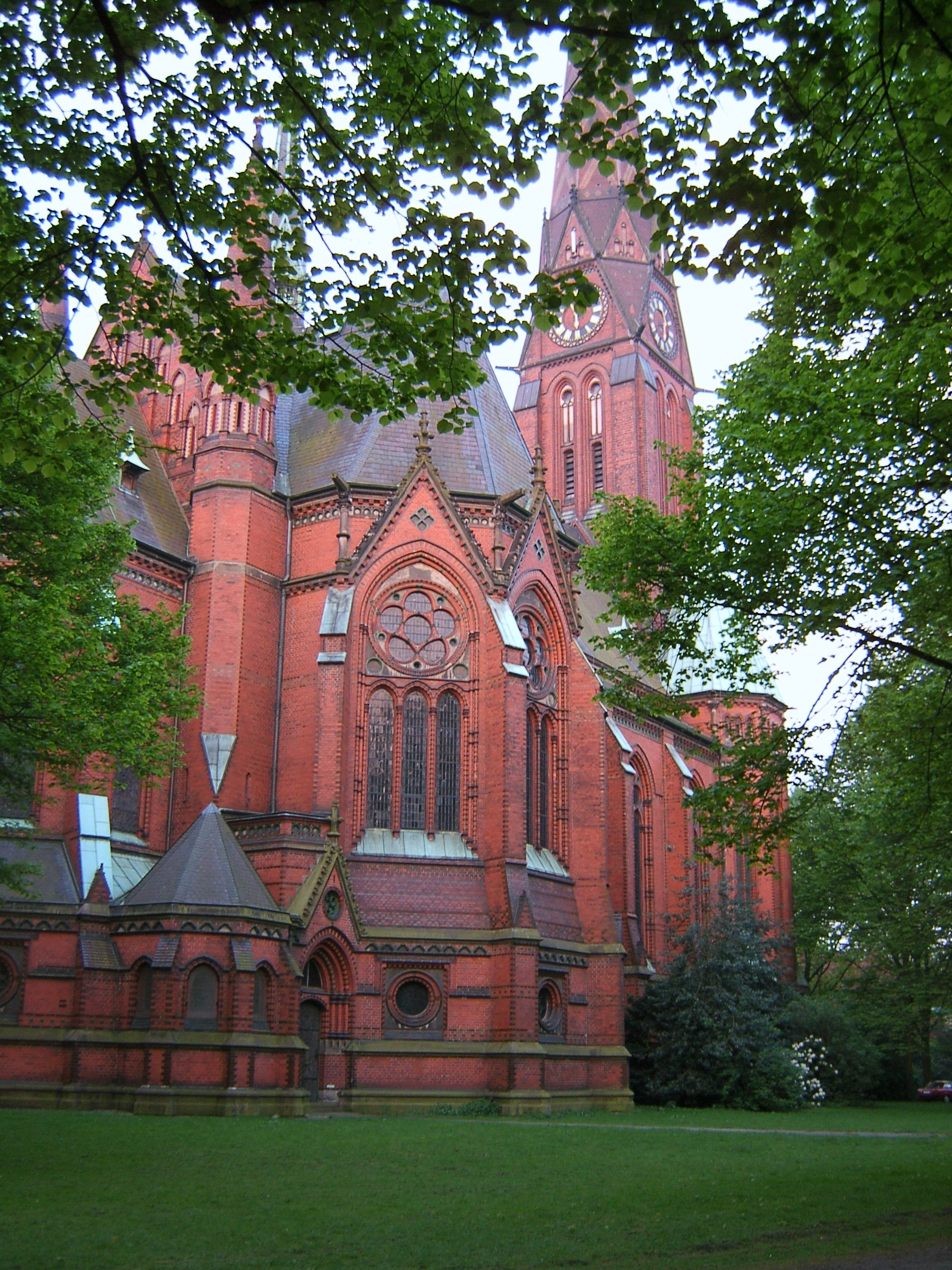
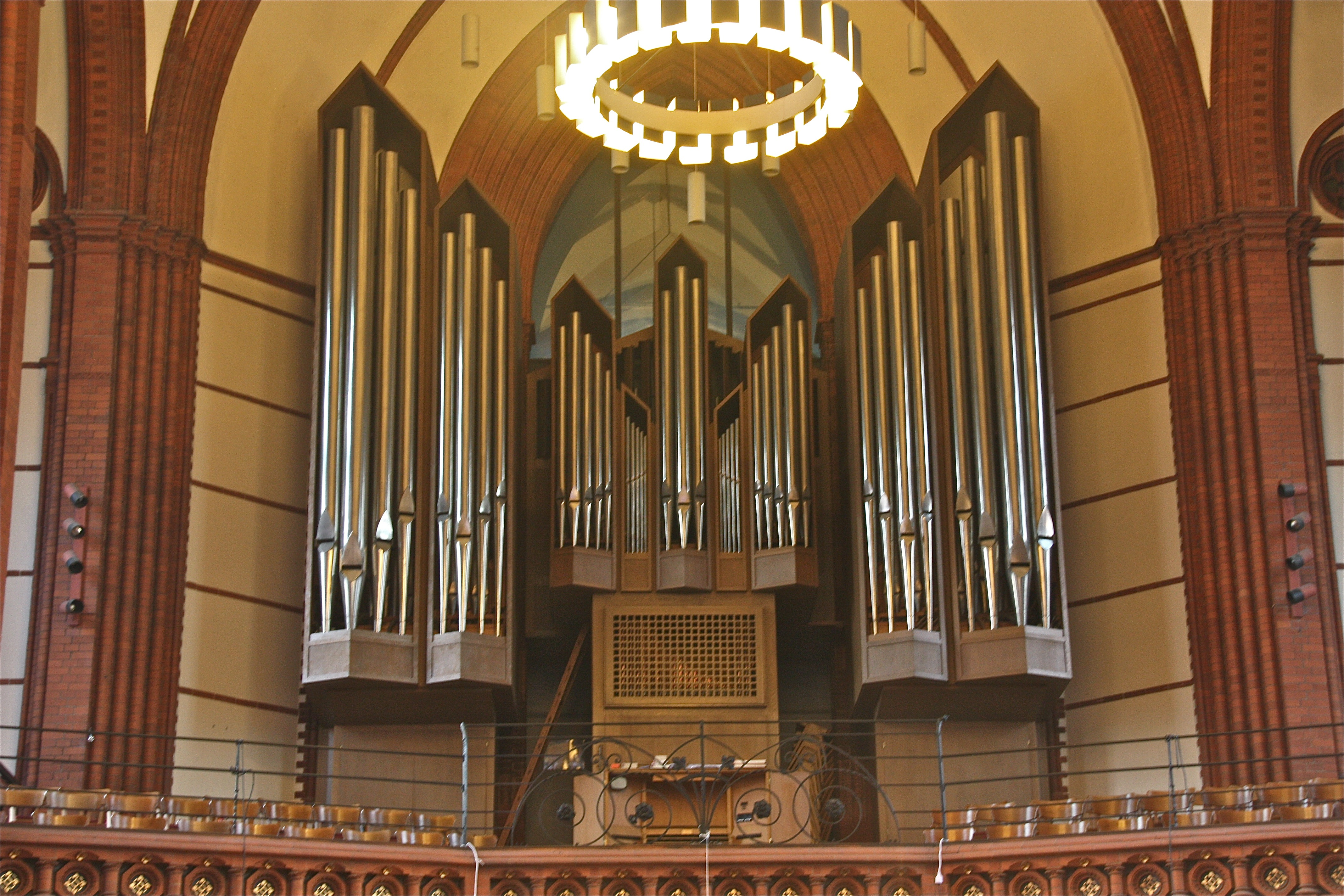
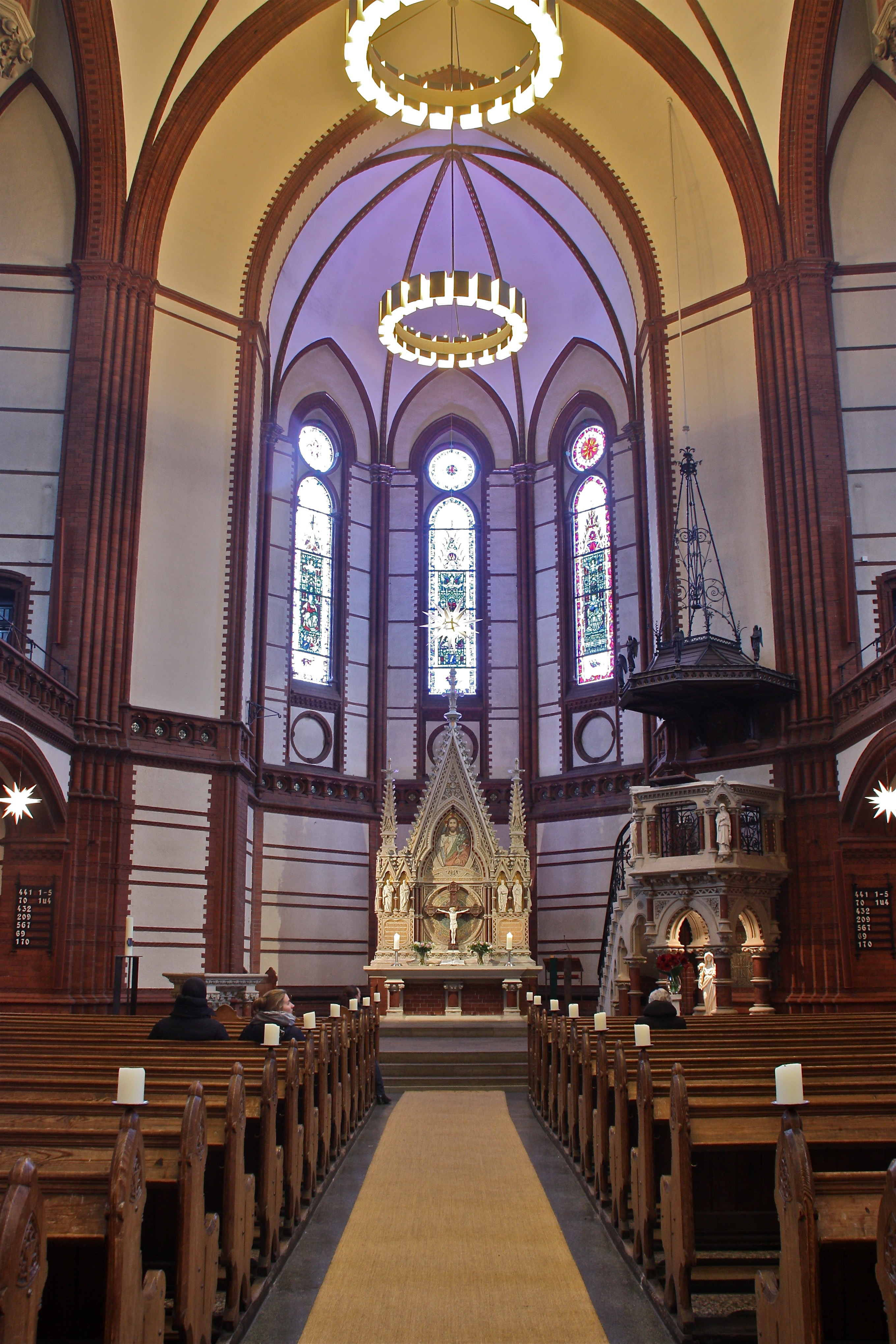
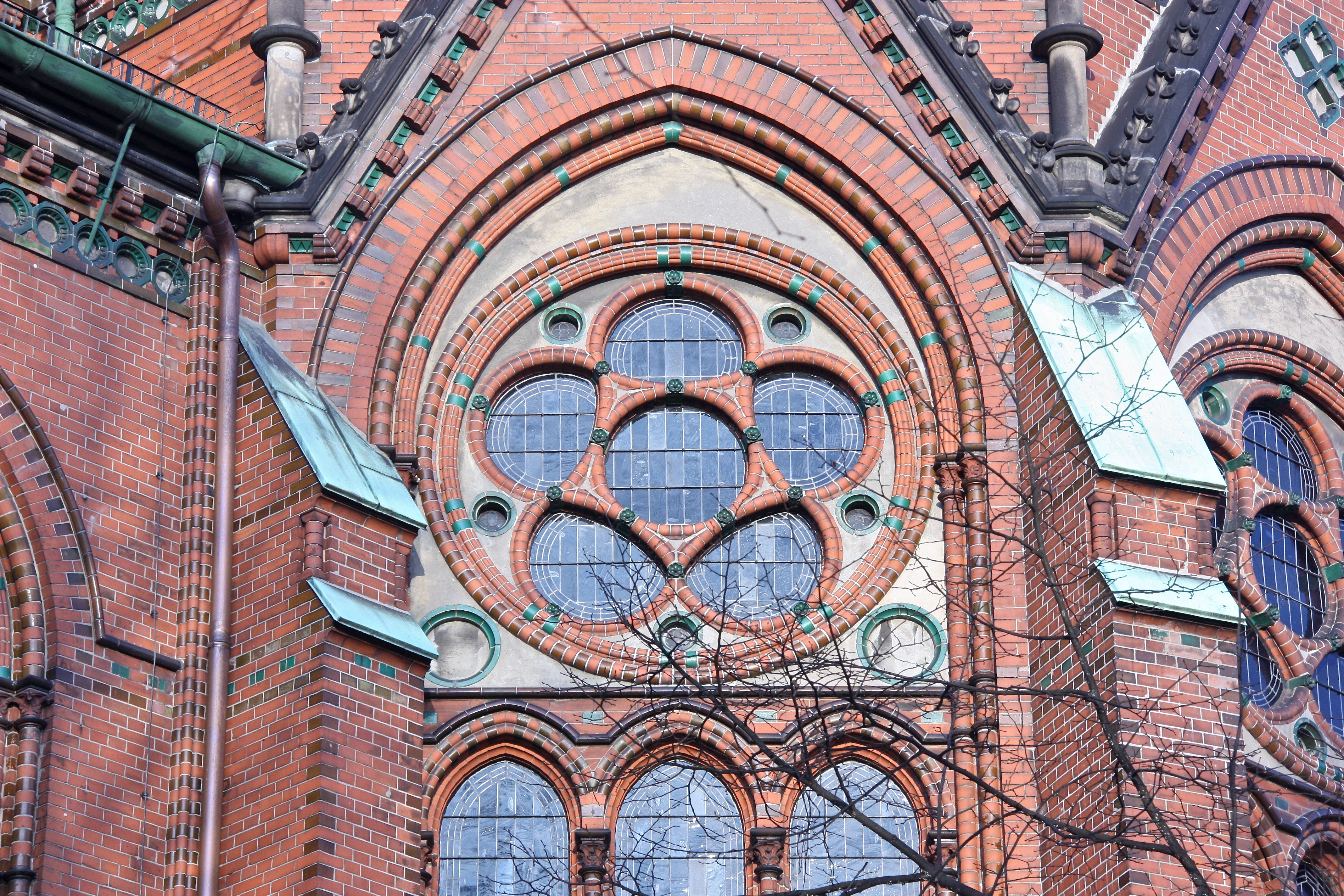